# Polydactyli
Polydaktyli er en misdannelse som indebærer, at man har flere end fem fingre på hver hånd eller flere end 5 tæer på hver fod. Begrebet stammer fra græsk, poly, mange og daktylos, finger. Det er arveligt, men optræder ofte uregelmæssigt, eftersom arveanlægget ikke altid manifesterer sig. Selvom tilstanden ikke er farlig, får de fleste mennesker i Vesten fjernet ekstra udvækster kirurgisk.
 En ekstra finger vil kun sjældent være en komplet og velfungerende finger; normalt består den blot af muskelvæv og til tider også et stykke knogle uden forbindelse med de øvrige knogler. Normalt er den ekstra finger en lillefinger på siden af hånden, kun sjældent optræder den på tommelsiden af hånden, og i meget sjældne tilfælde findes den mellem de andre fingre.
Polydactyli kan optræde af sig selv, eller oftest, som et træk ved et syndrom af et medfødt afvigelse. Når det optræder af sig selv, er det associeret med dominerende mutationer i enkelte gener. Forholdet har en hyppighed på 2 for hver 1000 fødte barn, selvom hyppigheden er højere for enkelte grupper, et eksempel er amishfolket i USA grundet startpopulation.